# 巴勒斯坦伊斯兰圣战运动
巴勒斯坦伊斯蘭聖戰運動（羅馬化：Harakat al-Jihād al-Islāmi al-Filastīni），中文常簡稱傑哈德，英文常簡稱PIJ（阿拉伯语：جهاد，意为“聖戰”），是一個以敘利亞大馬士革為基地的巴勒斯坦伊斯蘭組織。傑哈德拒絕接受《奧斯陸協議》，並以建立伊斯蘭巴勒斯坦國為目標。傑哈德拒絕兩國方案，主張消滅以色列。
傑哈德被美國、歐盟、英國、日本、加拿大、澳洲、新西蘭和以色列標記為恐怖組織。它曾多次策劃針對以色列平民的襲擊，包括自殺式炸彈襲擊。2004年後，該組織的影響力在被以色列國防軍報復後大大減弱。
伊朗是傑哈德的主要金援者，敘利亞亦曾被指向該組織提供財政支援。傑哈德與黎巴嫩真主黨有緊密的聯繫，後者向其提供財政，軍事及道義上的支援。
在2014年初以色列和埃及鎮壓哈馬斯之後，傑哈德的實力在伊朗的資金支持下穩步增長。傑哈德與哈馬斯有很多共同點：兩者同樣尋求摧毀以色列，同樣是穆斯林兄弟會的分支機構，並同樣從伊朗獲得了大量資金。因為有類似的目標，哈馬斯和傑哈德曾在多個範疇展開合作。
該組織在以色列—哈馬斯戰爭中，曾參與10月7日從加薩對以色列發動的突襲行動。傑哈德被以色列國防軍及美国国家安全委员会指控其武裝分子發射火箭失敗引致阿赫利阿拉伯醫院被炸，導致阿赫利阿拉伯医院爆炸事件發生。

## 制裁
巴勒斯坦伊斯蘭聖戰組織駐伊朗代表，以及巴勒斯坦伊斯蘭聖戰組織駐大馬士革的副秘書長，還有該組織的軍事羽翼領導人，都因參與或支持以色列—哈馬斯戰爭被列在2023年11月14日受到華盛頓制裁的名單。